# Patuxai
Patuxai (laotisch: ປະຕູໄຊ, [pátǔː sáj] „Tor des Sieges“, französisch auch Monument des Morts) ist ein Triumphbogen in der laotischen Hauptstadt Vientiane. Der 49 Meter hohe Monumentalbau steht am Ende der Xang-Prachtstraße.
Patuxai wurde in den 1960er Jahren als „Denkmal für die Helden der königlichen Armee“, d. h. für Laos’ Unabhängigkeit von Frankreich (1949) errichtet. Als 1975 die Pathet Lao die Macht übernahmen, wurde das gewaltige Betongebilde für 20 Jahre namenlos. Allgemein war es schlicht als Anousavali (Denkmal) bekannt. Zum 20. Jahrestag der Machtergreifung im Jahre 1995 erhielt der Triumphbogen die neue Widmung „Den Helden des 23. August 1975“ (Tag der Machtübernahme in Vientiane).
Zuckerbäckertürmchen und Skulpturen aus der indischen Mythologie schmücken den viertorigen Betonbau. Magisch kehren die Zahlen vier und sieben in den Abmessungen des Bauwerks wieder: Die vier Säulen messen 4 × 4 Meter, das Gesamtbauwerk ist 7 × 7 Meter hoch.
Der Monumentalbau ist bis heute unvollendet, obwohl die laotische Regierung immer wieder neue Mittel bewilligte. Zement, den die USA eigentlich zum Bau eines Flugplatzes für den Vietnamkrieg gedacht hatten, fand hier Verwendung. Zudem wurde Baumaterial in andere Kanäle abgezweigt und in Villen und Wohnhäusern verbaut.
Derzeit ist der Bau vor allem für den Tourismus interessant. Man kann die oberen Plattformen, welche einen Rundumblick über die Stadt ermöglichen, gegen Gebühr besteigen. Die Innengeschosse beherbergen zahlreiche Touristengeschäfte.